# Polajna
Polajna je naselje v Občini Zreče. Ustanovljeno je bilo leta 1998 iz dela ozemlja naselja Stranice. Leta 2015 je imelo 58 prebivalcev.